# 毛利就擧
毛利 就擧（もうり なりたか、1939年〈昭和14年〉7月28日 - 2010年（平成22年）5月2日）は、徳山毛利家第13代当主、実業家。

## 概要・経歴
日本大学理工学部を卒業。
1992年4月に東京都目黒区で、映像・音楽編集スタジオを運営するモウリアートワークススタジオ株式会社（前身は1960年代に設立のモウリスタジオ）を設立する。
かつての根拠地の徳山藩に当たる、山口県周南市と東京を毎月往復し、「参勤交代」を江戸時代から約400年近く続けていた。また、周南市のゴルフ場「徳山カントリークラブ」の代表取締役も務めた。
2010年5月2日、脳梗塞のため死去。

## 系譜
- 父：毛利元靖 - 徳山毛利家第12代当主。
- 妻：毛利永子 - モウリアートワークススタジオ株式会社代表取締役社長。
- 長男：毛利就慶 - 徳山毛利家第14代当主、回天記念館名誉館長、YouTuber。
- 長女：毛利有子[3] - モウリアートワークススタジオ取締役。